# Westermolen (Lembeke)
De Westermolen in het Oost-Vlaamse Lembeke (Kaprijke) is een staakmolen. Hij staat op de hoek van de Windgatstraat en Westermolenstraat, een plaats waar al in 1372 een windmolen stond. Delen van deze molen zijn hergebruikt in de huidige Westermolen, die in 1785 is opgericht. De naam Westermolen impliceert dat er ook een Oostermolen geweest is. Deze is echter reeds lang verdwenen.
In 1973 werd de windmolen overgedragen aan de toenmalige gemeente Kaprijke, die hem in 1978 liet restaureren. De molen maalt regelmatig op vrijwillige basis graan, op twee steenkoppels bestaande uit Franse stenen.